# Kit's Coty House
Kit's Coty House o Kit's Coty es un túmulo con cámara cerca del pueblo de Aylesford, en el sudeste del condado inglés de Kent. Construido hacia el año 4000 a. C., durante el Neolítico Temprano de la prehistoria británica, hoy sobrevive en estado de ruina.
Los arqueólogos han establecido que el monumento fue construido por comunidades de pastores poco después de la introducción de la agricultura en Gran Bretaña desde la Europa continental. Aunque forma parte de una tradición arquitectónica de construcción de túmulos largos muy extendida por toda la Europa neolítica, Kit's Coty House pertenece a una variante regional localizada de túmulos producidos en las inmediaciones del río Medway, conocidos actualmente como los Megalitos de Medway. De ellos, se encuentra cerca de Little Kit's Coty House y de la Piedra Coffin, en el lado oriental del río. Otros tres túmulos largos supervivientes, el túmulo largo de Addington, el túmulo largo de Chestnuts y el túmulo largo de Coldrum, se encuentran al oeste del Medway.
Fueron uno de los primeros restos antiguos británicos en ser protegidos por el Estado, por consejo del general Augustus Pitt-Rivers, el primer inspector de monumentos antiguos. En la actualidad, el yacimiento es propiedad del organismo público no departamental English Heritage, y está abierto a los visitantes durante todo el año.
Se puede llegar a Kit's Coty a pie por una pista que aparece en el cruce entre el Camino del Peregrino y la carretera de Rochester. La cámara está rodeada de barandillas de hierro. Se encuentra a unos 2 kilómetros al norte de otro de los megalitos de Medway, Little Kit's Coty House.
El nombre "Kits Coty" significa supuestamente "Tumba en el bosque", según los carteles del lugar, posiblemente relacionado con el antiguo británico *kaitom, más tarde *keiton, que significa "bosque". El yacimiento es el homónimo de Kitscoty, un pueblo de Alberta, Canadá. La inclusión del término "House" en el nombre del yacimiento ha confundido a algunos visitantes, que han acudido al lugar esperando una vivienda construida.

## Contexto
El Neolítico temprano fue un periodo revolucionario de la historia británica. Entre el 4.500 y el 3.800 a. C., se produjo un cambio generalizado en el estilo de vida, ya que las comunidades que vivían en las Islas británicas adoptaron la agricultura como su principal forma de subsistencia, abandonando el estilo de vida de cazadores-recolectores que había caracterizado el Mesolítico anterior. Esto se produjo por el contacto con las sociedades continentales, aunque no está claro hasta qué punto puede atribuirse a una afluencia de inmigrantes o a que los británicos mesolíticos autóctonos adoptaran tecnologías agrícolas del continente. La región del actual Kent habría sido una zona clave para la llegada de colonos y visitantes europeos continentales, por su posición en el estuario del río Támesis y su proximidad al continente.
Gran Bretaña estaba en gran medida cubierta de bosques en este periodo; la tala generalizada de bosques no se produjo en Kent hasta la Edad de Bronce tardía (entre el 1000 y el 700 a. C.). Los datos medioambientales de los alrededores de la Piedra del Caballo Blanco, un monolito supuestamente prehistórico cerca del río Medway, apoyan la idea de que la zona seguía siendo en gran parte boscosa en el Neolítico Temprano, cubierta por un bosque de robles, fresnos, avellanos/alisos y Maloideae. En la mayor parte de Gran Bretaña hay pocos indicios de cereales o viviendas permanentes de este período, lo que lleva a los arqueólogos a creer que la economía del Neolítico Temprano en la isla era en gran parte pastoril, basada en el pastoreo de ganado, y que la gente llevaba una vida nómada o seminómada.

### Megalitos de Medway

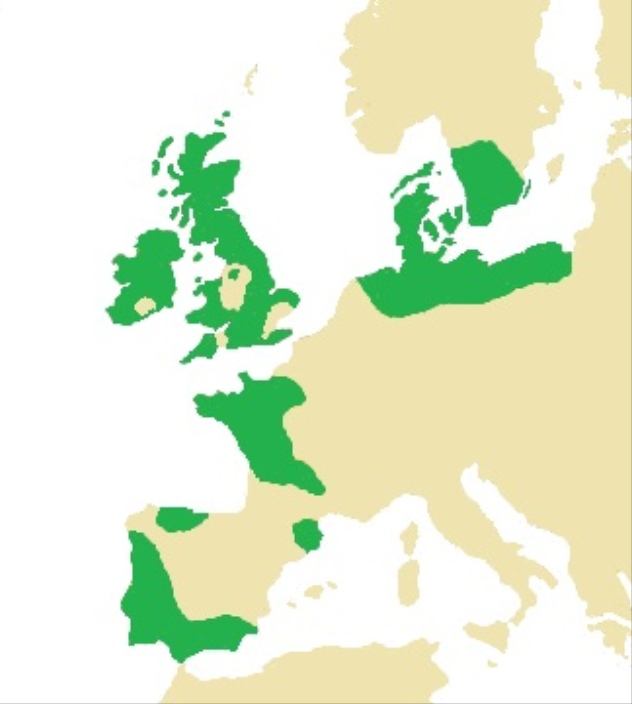
La construcción de túmulos largos y monumentos funerarios relacionados tuvo lugar en varias partes de Europa durante el Neolítico temprano (distribución en la foto)

En toda Europa Occidental, el Neolítico Temprano marcó el primer periodo en el que los humanos construyeron estructuras monumentales en el paisaje. Estas estructuras incluían túmulos largos con cámara, túmulos de tierra rectangulares u ovalados que tenían una cámara construida en un extremo. Algunas de estas cámaras se construyeron con madera, aunque otras se construyeron con grandes piedras, hoy conocidas como "megalitos". Estos largos túmulos a menudo servían de tumbas, albergando los restos físicos de los muertos dentro de su cámara. En el Neolítico Temprano, los individuos rara vez eran enterrados solos, sino que se les enterraba en tumbas colectivas con otros miembros de su comunidad. Estas tumbas de cámara se construyeron a lo largo del litoral de Europa Occidental durante el Neolítico Temprano, desde el sureste de España hasta el sur de Suecia, incluyendo la mayor parte de las islas británicas; la tradición arquitectónica se introdujo en Gran Bretaña desde la Europa continental en la primera mitad del cuarto milenio a. C. Aunque hay edificios de piedra -como Göbekli Tepe, en la actual Turquía- que son anteriores a ellos, los túmulos largos con cámara constituyen la primera tradición de construcción en piedra de la humanidad.
Aunque ahora están todos en estado ruinoso y no conservan su aspecto original, en el momento de su construcción los megalitos de Medway habrían sido algunos de los monumentos funerarios del Neolítico Temprano más grandes y visualmente más imponentes de Gran Bretaña. Agrupados a lo largo del río Medway a su paso por los North Downs, constituyen el grupo de monumentos megalíticos más al sureste de las islas británicas, y el único grupo megalítico del este de Inglaterra. Los arqueólogos Brian Philp y Mike Dutto consideraron que los megalitos de Medway son "algunos de los yacimientos arqueológicos más interesantes y conocidos" de Kent, mientras que el arqueólogo Paul Ashbee los describió como "las estructuras más grandiosas e impresionantes de su tipo en el sur de Inglaterra"..
Los megalitos de Medway pueden dividirse en dos grupos separados: uno al oeste del río Medway y otro en Blue Bell Hill al este, con una distancia entre ambos grupos de entre 8 y 10 kilómetros (5 y 6 millas). El grupo occidental incluye el túmulo largo de Coldrum, el túmulo largo de Addington y el túmulo largo de Chestnuts. El grupo oriental está formado por el megalito de Smythe, Kit's Coty House, Little Kit's Coty House, Coffin Stone y varias otras piedras que podrían haber sido partes de tumbas con cámara, sobre todo la Piedra del Caballo Blanco. No se sabe si se construyeron todas al mismo tiempo, o si se construyeron sucesivamente, y tampoco se sabe si cada una cumplía la misma función o si había una jerarquía en su uso..

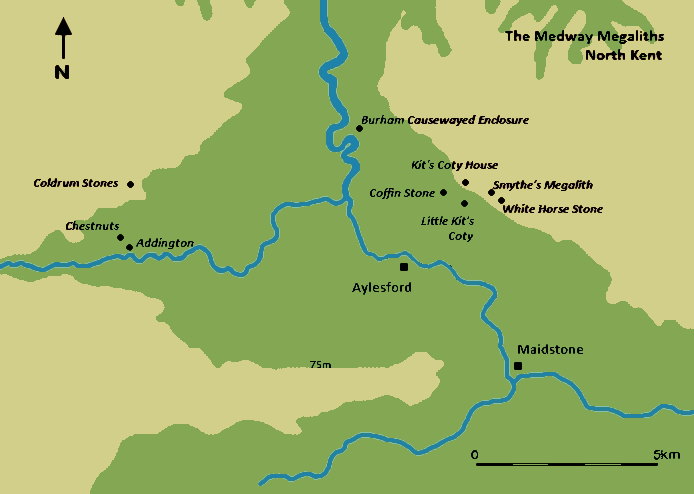
Mapa de los megalitos de Medway alrededor del río Medway

Todos los túmulos largos de Medway se ajustan al mismo plan de diseño general y están alineados en un eje este-oeste. Cada uno tenía una cámara de piedra en el extremo oriental del túmulo, y probablemente cada uno tenía una fachada de piedra que flanqueaba la entrada. Tenían alturas internas de hasta 3,0 metros (10 pies), lo que los hace más altos que la mayoría de los túmulos largos con cámara de Gran Bretaña. Las cámaras se construyeron con sarsén, una piedra densa, dura y duradera que se encuentra de forma natural en todo Kent y que se formó a partir de la arena del Eoceno. Los primeros constructores neolíticos habrían seleccionado bloques de la zona y los habrían transportado hasta el lugar donde se erigía el monumento.
Estos rasgos arquitectónicos comunes entre los megalitos de Medway indican una fuerte cohesión regional sin paralelos directos en otras partes de las islas británicas. No obstante, al igual que en otras agrupaciones regionales de túmulos largos del Neolítico Temprano -como el grupo de Cotswold-Severn en el suroeste de Gran Bretaña-, también hay varias idiosincrasias en los distintos monumentos, como la forma rectilínea de Coldrum, la fachada del túmulo largo de Chestnut y los montículos largos y delgados de Addington y Kit's Coty. Estas variaciones podrían haber sido causadas por la alteración y adaptación de las tumbas a lo largo de su uso; en este caso, los monumentos serían estructuras compuestas.
Los constructores de estos monumentos probablemente se vieron influidos por las tumbas-santuarios preexistentes que conocían. No se sabe si esas personas habían crecido en la zona o se habían trasladado a la zona de Medway desde otros lugares. Basándose en un análisis estilístico de sus diseños arquitectónicos, el arqueólogo Stuart Piggott pensó que el diseño de los megalitos de Medway se había originado en la zona de los Países Bajos; por el contrario, Glyn Daniel pensó que su diseño derivaba de Escandinavia, John H. Evans pensó en Alemania y Ronald F. Jessup sugirió una influencia del grupo de Cotswold-Severn. Ashbee señaló que su estrecha agrupación en la misma zona recordaba a las tradiciones de sepulcros megalíticos del norte de Europa continental, y subrayó que los megalitos de Medway eran una manifestación regional de una tradición muy extendida en toda la Europa del Neolítico Temprano. No obstante, subrayó que era "imposible indicar un lugar de origen preciso" con las pruebas disponibles.

## Diseño y construcción

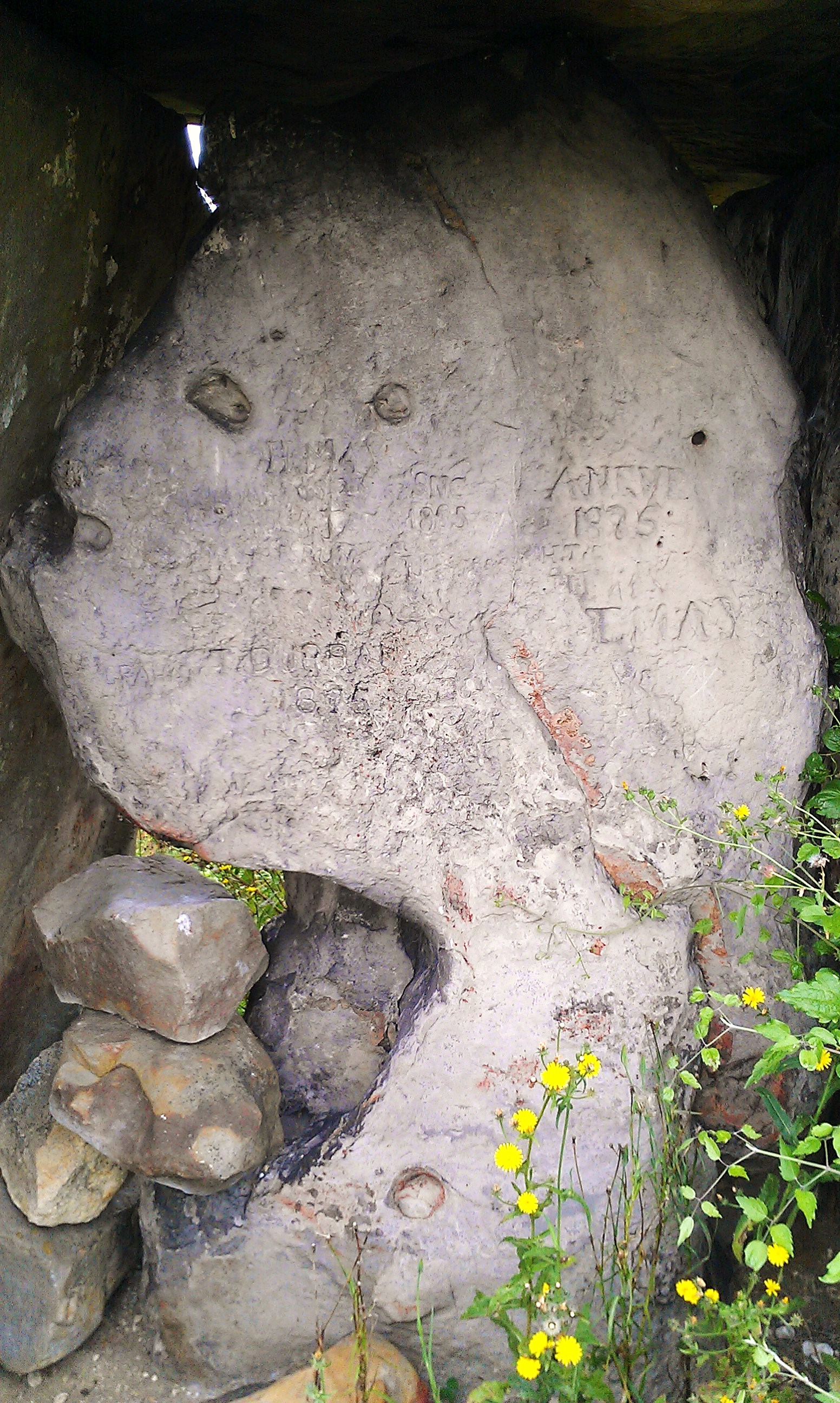
La losa trasera del megalito, grabada con mucho graffiti.

La parte del monumento que se conserva representa tres piedras cubiertas por una lápida. Se conserva la entrada en forma de H de la tumba. Está hecha de sarsén (una arenisca cristalina de grano fino) y consta de tres ortostatos que sostienen una piedra de remate horizontal. El arqueólogo Timothy Champion sugirió que estas piedras "dan una idea de la escala de la escultura". La parte delantera de la cámara, así como una posible fachada, han desaparecido..
El montículo y las zanjas que lo flanquean han sido en gran parte arados, pero siguen siendo visibles en las fotografías aéreas. Un estudio realizado en 1981 determinó que el montículo tenía unos 70 metros de longitud y 1 metro de altura. Champion sugirió que, en total, el pasadizo largo habría tenido unos 80 metros de longitud. Como resultado de los escombros de tiza en el alma del arado, estimó que en su día tuvo entre 11 y 15 metros de ancho. Una zona de tierra oscura sugería que había habido una amplia zanja en el lado sur.
Ashbee notó que se habían encontrado varios tiestos de cerámica gastados en el suelo del túmulo. En 1897, John Evans relató haber encontrado una punta de flecha en forma de hoja, probablemente de fecha neolítica, cerca del sitio.

### La lápida del general
En el extremo occidental del monumento había un megalito conocido como "la lápida del General", que fue destruido en 1867. Esto pudo haber sido una vez parte de la estructura del túmulo largo.

## Daños y dilapidación
Ashbee sugirió que cuando el túmulo no estaba siendo tenido en cuenta, los bordillos podrían haber sido arrastrados o enterrados bajo las zanjas.

## Folclore, tradición folclórica y neopaganismo
En 1722, el anticuario Hércules Ayleway señaló, en una carta escrita a su amigo, el colega anticuario William Stukeley, una creencia local de que el Lower Kit's Coty House y el Kit's Coty House se erigieron en memoria de dos reyes contendientes de Kent que murieron en batalla.
En 1946, Evans grabó un cuento popular local que sostenía que la cámara del Kit's Coty House fue erigida por tres brujas que vivían en Blue Bell Hill. Según esta historia, una cuarta bruja les ayudó a poner la piedra angular.
En los megalitos de Medway se practican varias religiones neopaganas, la más visible públicamente es el Neodruidismo. Las investigaciones realizadas entre estos neodruidas en 2014 revelaron que en Kit's Coty se había llevado a cabo alguna actividad ceremonial druídica en los tiempos celtas.

## Investigación arqueológica y anticuaria

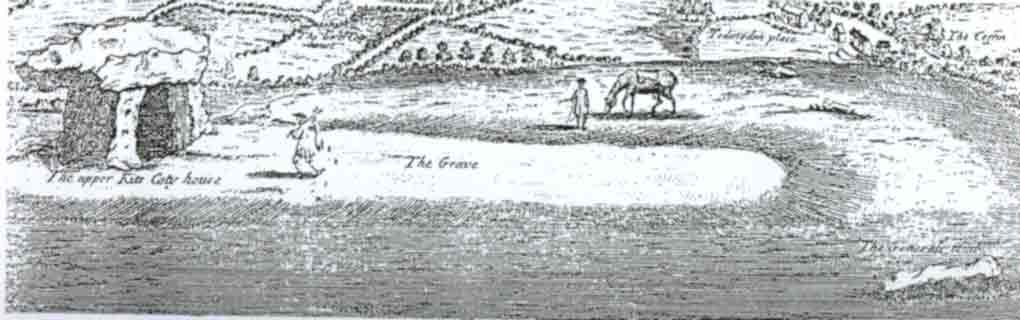
Perspectiva de Stukeley de 1722 de la Casa Kit's Coty con el resto del túmulo largo aún visible y etiquetado como "La Tumba".

Kit's Coty House se mencionó brevemente en De Rebus Albionicis de John Twyne (escrito hacia 1550, pero no publicado hasta 1590), y en Britannia de William Camden (1586): Camden informó de la tradición popular de que era la tumba del Príncipe británico Catigern del siglo V, supuestamente asesinado en la batalla de Aylesford en 455.
En 1590, un grupo de anticuarios visitó el sitio. Uno de ellos, John Stow, escribió:

It was one great flat stone in the mydst standinge up right, & ij othar the lyke or greatar stones, on eche syd one in closynge the ij edge sydes of the mydle stone, and then one greatar flat stone lyenge flat over and above the othar thre. And about one quoyts cast from this monument lyethe one othar very greate stone, moche parte therof in the erthe.

Stow publicó una versión de este informe en sus Anales en 1592; mientras que otro del grupo, William Lambarde, publicó su propia descripción en la edición de 1596 de su Perambulation of Kent, estableciendo una comparación con Stonehenge. Camden describió el monumento con mayor detalle a partir de su observación personal en la traducción inglesa ampliada de 1610 de Britannia.
En 1659, Thomas Philipot escribió sobre el sitio, describiéndolo nuevamente como la tumba de Catigern.
El anticuario John Aubrey mencionó el monumento en su manuscrito inédito sobre los yacimientos arqueológicos británicos, los Monumenta Britannica. En él incluía un dibujo del yacimiento realizado por el erudito clásico Thomas Gale. Aubrey citó entonces directamente el trabajo anterior de Philipot. No hay pruebas directas de que Aubrey visitara el yacimiento, pero Ashbee consideró "inconcebible que no lo hiciera", dado que realizaba frecuentes visitas a Kent, utilizando una carretera que le habría llevado muy cerca de  Kit's Coty House.
William Stukeley visitó el lugar en 1722 y pudo dibujar el sitio cuando todavía estaba en gran parte intacto. Antes, Samuel Pepys también lo vio y escribió:
Tres grandes piedras erguidas y una grande y redonda sobre ellas, de gran tamaño, aunque no tan grande como las de la llanura de Salisbury. Pero ciertamente es una cosa de gran antigüedad, y me alegro enormemente de verla.[cita requerida]
Stukeley incluyó cuatro grabados de Kit's Coty House en sus dos volúmenes de Itinerarium Curiosum . Una impresión de 1722 del sitio mostraba la cámara, el montículo y la lápida del General.
En 1783, James Douglas hizo que uno de sus trabajadores cavara en el lado occidental del monumento y produjo una pintura de acuarela que ilustraba la escena.
En 1880, el arqueólogo Flinders Petrie incluyó las piedras de Addington en su lista de excavaciones de Kent. En 1893, el anticuario George Payne mencionó el monumento en su Collectanea Cantiana, describiéndolo como un "cromlech caído" y señalando que había varios otros megalitos esparcidos en las cercanías, sugiriendo que estos eran parte de otro monumento como él, ya destruido.
En su publicación de 1924 que trata sobre Kent, el arqueólogo OGS Crawford, que entonces trabajaba como oficial arqueológico para el Ordnance Survey, enumeró el Kit's Coty House junto con los otros Megalitos de Medway y reimprimió uno de los grabados de Stukeley.
El escritor George Orwell visitó el lugar el 21 de agosto de 1938, como se detalla en su diario doméstico de esa fecha. Lo describe como "un altar druídico o algo por el estilo. ... Las piedras están en la cima de una alta colina y parece que pertenecen a otra parte del país". En realidad, las piedras están bien abajo de la ladera de Blue Bell Hill, a 1,32 km al norte.
En enero de 1981, la Unidad de Rescate Arqueológico de Kent llevó a cabo un estudio del sitio.

### Gestión por English Heritage
Ashbee sugirió que Kit's Coty House era "el más conocido" de los Megalitos de Medway, mientras que Champion pensó que era "quizás el monumento más conocido de Kent". En 2005, Philp y Dutto se refirieron a Kits Coty como un "monumento importante" que estaba "entre los más conocidos de Gran Bretaña".